# Milatovići
Milatovići (cyr. Милатовићи) – wieś w Serbii, w okręgu morawickim, w gminie Lučani. W 2011 roku liczyła 625 mieszkańców.